# 卡波多兰多
卡波多兰多（義大利語：Capo d'Orlando）是意大利西西里大区墨西拿廣域市的一个市镇。总面积14.56平方公里，人口13080人，人口密度898.4人/平方公里（2009年）。ISTAT代码为083009。